# Saïoua
Saïoua  è una città, sottoprefettura e comune della Costa d'Avorio, situata nel dipartimento di Issia. Conta una popolazione di 86 423 abitanti (censimento 2014).